# Pedaliodes lithochalcis
Pedaliodes lithochalcis är en fjärilsart som beskrevs av Butler och Druce 1870. Pedaliodes lithochalcis ingår i släktet Pedaliodes och familjen praktfjärilar. Inga underarter finns listade i Catalogue of Life.